# Léonce W. Lupette
Léonce W. Lupette (* 1986 in Göttingen) ist ein deutsch-französischer Lyriker und Übersetzer.

## Leben
Lupette studierte Komparatistik, Lateinamerikanistik und Philosophie. Er lebt in Frankfurt am Main und Buenos Aires. Gemeinsam mit Konstantin Ames (* 1979), Tobias Amslinger und Norbert Lange gibt er die Internet-Literaturzeitschrift karawa.net heraus.

## Werke

### Lyrik
- Einzimmerspringbrunnenbuch. Gedichte und Fotos (mit Tobias Amslinger). luxbooks, Wiesbaden 2009, ISBN 3-939557-60-9
- a|k|va|res. Gedichte. Felicita Cartonera, Asunción 2010, Künstlerbuch.
- Tablettenzoo. Gedichte. luxbooks, Wiesbaden 2013, ISBN 978-3-939557-71-5
- ÄKSTE & ÄNKSTE DENXTE. Fadel & Fadel, Buenos Aires 2017, ISBN 978-9-874248-90-9
- SERBAL. Editora de los Bugres, Buenos Aires 2023, ISBN 978-987-88-6674-1

### Prosa
- Locro. Erzählung. Reina Pagana/Weird Company & Cia., La Plata 2019, Künstlerbuch.

### Übersetzungen
- John Ashbery: Ein weltgewandtes Land. luxbooks, Wiesbaden 2010, ISBN 978-3-939557-26-5
- Esteban Echeverría: Der Schlachthof. luxbooks, Wiesbaden 2010, ISBN 978-3-939557-15-9
- Juana Manuela Gorriti: Der schwarze Handschuh. luxbooks, Wiesbaden 2011, ISBN 978-3-939557-14-2
- Jorge Kanese: Die Freuden der Hölle. luxbooks, Wiesbaden 2014, ISBN 978-3-939557-84-5
- Charles Bernstein: Angriff der Schwierigen Gedichte. luxbooks, Wiesbaden 2014, ISBN 978-3-939557-88-3
- Friedrich Hölderlin: Poesía última (mit Marcelo G. Burello). El hilo de ariadna, Buenos Aires 2016, ISBN  978-987-3761-18-8
- Enrique Winter: Oben das Meer unten der Himmel (mit Sarah Otter und Johanna Schwering). Parasitenpresse, Köln 2018, ISBN 978-3-947676-17-0
- Leonard Cohen: Die Flamme. Kiepenheuer & Witsch, Köln 2018. ISBN 978-3-462-05221-3
- Richard Scott: Le jardin secret (mit Matthias Kniep und Nadja Küchenmeister). hochroth, Berlin 2021. ISBN 9783903182691
- Jesús Montoya: Transandínica. hochroth, Heidelberg 2021. ISBN 978-3-903182-90-5
- Léonce W. Lupette (Hg. u. Ü.): Spanische Erzählungen. S. Marix Verlag, Wiesbaden 2022. ISBN 978-3-7374-1200-1

## Auszeichnungen
- 2007 Stipendiat des Literatur Labor Wolfenbüttel[1]
- 2015 Preis der Stadt Münster für internationale Poesie (als Übersetzer von Charles Bernstein)[2]
- 2023 Stipendium "Arp im Ohr" am Arp Museum Bahnhof Rolandseck[3]